# 零豪鬼
零豪鬼（ぜろごうき）は、カプコンの対戦型格闘ゲーム『サイバーボッツ』に登場するV.A.（Variant Armor :架空の巨大ロボット）の一体。同社のゲーム『ストリートファイター』シリーズに登場するキャラクター・豪鬼を基にしている。
キャラクター初出は『ゲーメスト』付録の1996年カレンダーのカプコンの創作イラスト「メカゴウキあらわる!!」。後にこの「メカゴウキ」のデザインが家庭用版『サイバーボッツ』に採用され「零豪鬼」と命名されることとなる。「メカゴウキ」という名前は後の『MARVEL SUPER HEROES VS. STREET FIGHTER』の最終ボスとして登場する「メカ豪鬼」に継承されている。

## キャラクターの設定

### 経歴
ある文献には、かつて格闘界に「ゴウキ」と呼ばれる最強の戦士がいたと伝えられている。機体の設計者がその人物に深い憧憬と畏怖を感じていたことは想像に難くない。コロニー連合軍により1体のみ存在が確認されているが、国籍・メーカー等は不明で、駆動原理についても一切の謎に包まれている。

### 機体仕様
- 名称：ゼロゴウキ（初号機）
- コードナンバー：G-13EX
- 装甲材質：ゴーマニウム合金
- 本体重量：118.5t
- 頭頂高：22.0m
- ジェネレーター出力：6,660kw
- センサー有効半径：33,920m
- 装備：ゴーアーム、ゴーレッグ
- 開発国（メーカー）：不明
- 所属：不明

### 基本構造
ゴーヘッド
スーパーコンピューター"GIQ2000"搭載。チョンマゲ部に装備されている音声入力デバイスで操作が可能。
ゴーじゅずセンサー
センサー有効範囲は、33920mとVA中最大の感度を持つ。夜になると数珠が光るようである。
ゴー動力炉
殺意の波動で動いているのかは不明だが、コクピットブロックはこの上にマウントされている。
ゴープロペラントタンク
エネルギーが蓄えられている部分とのことだが、中に何が詰まっているかは不明。一説では地球に優しい燃料らしいとのこと。
ゴーアーム
マッコウクジラ100頭ぶんの力に匹敵する。そこからミサイルを発射したり、火を吹くこともできる。腕を制御する機構はどうなっているのかは謎。
ゴーアーマー
強靭な耐久性と柔軟性を兼ねそろえた夢の合金ゴーマニュームでできている。
ゴーレッグ
ニホンカモシカ1億匹ぶんに匹敵する瞬発力を備えている。
ゴーフット
中は4人家族が住めるくらいの一軒家と自家用車が格納されている。

## 技一覧
技の仕様は、本家である豪鬼に比べるとかなり違う点が多い。また「阿修羅閃空」「天魔空刃脚」に相当するものは無い。

### 投げ技
豪スルー（ごうスルー）
ボディスラムのような投げ技。タイプが2種類ある。
豪抜き（ごうぬき）
相手のアーム（腕）にダメージを与える技で、規定値以上になるとアームがもぎとれる。

### 特殊技
豪連撃（ごうれんげき）
基本技のコンビネーションで2段攻撃。ターゲットコンボに近い。
豪連殺（ごうれんさつ）
基本技のコンビネーションでこちらは3段攻撃。
豪ボディプレス（ごうボディプレス）
空中から下方向に広い攻撃判定を持つ技。

### ギガクラッシュ
豪怒（ごうど）
オーラを開放し、自分の周りにバリアを張る。威力は低いが、この時は無敵状態で仕切り直す時になどに使う。
『ポケットファイター』での豪鬼における「メガクラッシュ」に相当する。

### 必殺技
豪波動拳（ごうはどうけん）
気弾は本家では手形だが、こちらではミサイル形になっている。
斬空波動拳（ざんくうはどうけん）
こちらも気弾はミサイル形になっている。
豪昇龍拳 （ごうしょうりゅうけん）
仕様はほぼ本家同様だが、無敵時間がないに等しい。
竜巻斬空脚（空中可）（たつまきざんくうきゃく）
ほぼ本家同様、しかし地上版は追い討ちが少し難しい。それに対し空中版は比較的簡単に「豪昇龍拳」で追い討ちが可能。
レーザー波動拳（レーザーはどうけん）
多段ヒットするビーム状の「波動拳」を放つ。ただし出るのが遅く、スキもかなり大きい。本家での「灼熱波動拳」に相当する。

### サイバーEX
滅殺豪波動拳（めっさつごうはどうけん）
豪鬼の「滅殺豪波動」とほぼ同じ技で、ビーム状の「波動拳」を放つ。なお、レーザー波動拳よりビーム形状が太く、ヒット数、威力とも大きい。
滅殺豪昇龍拳（めっさつごうしょうりゅうけん）
豪鬼の「滅殺豪昇龍」とほぼ同じ技で、「豪昇龍拳」を3回放つ。
滅殺空中SPドリル（めっさつくうちゅうエスピードリル）
豪鬼の「天魔豪斬空」とほぼ同じ技だが、「斬空波動拳」のミサイルではなく、ドリルを数発放つ技となっている。
真空竜巻斬空脚（しんくうたつまきざんくうきゃく）
豪鬼の「滅殺豪螺旋」と違い上昇せず、リュウの「真空竜巻旋風脚」とほぼ同じ。
瞬獄殺（しゅんごくさつ）
本家の豪鬼のものとは仕様が異なり、投げ技でなく、タックルのような動作で突っ込みこれがヒットすれば、連続攻撃を叩き込み最後に「豪昇龍拳」でふきとばす技となっている。

## その他の登場作品
- SNK VS. CAPCOM 激突カードファイターズ全シリーズ（トレーディングカードゲーム版も含む）
  - プレイヤーキャラクターカードで登場している。